# Выстрел, который услышал весь мир

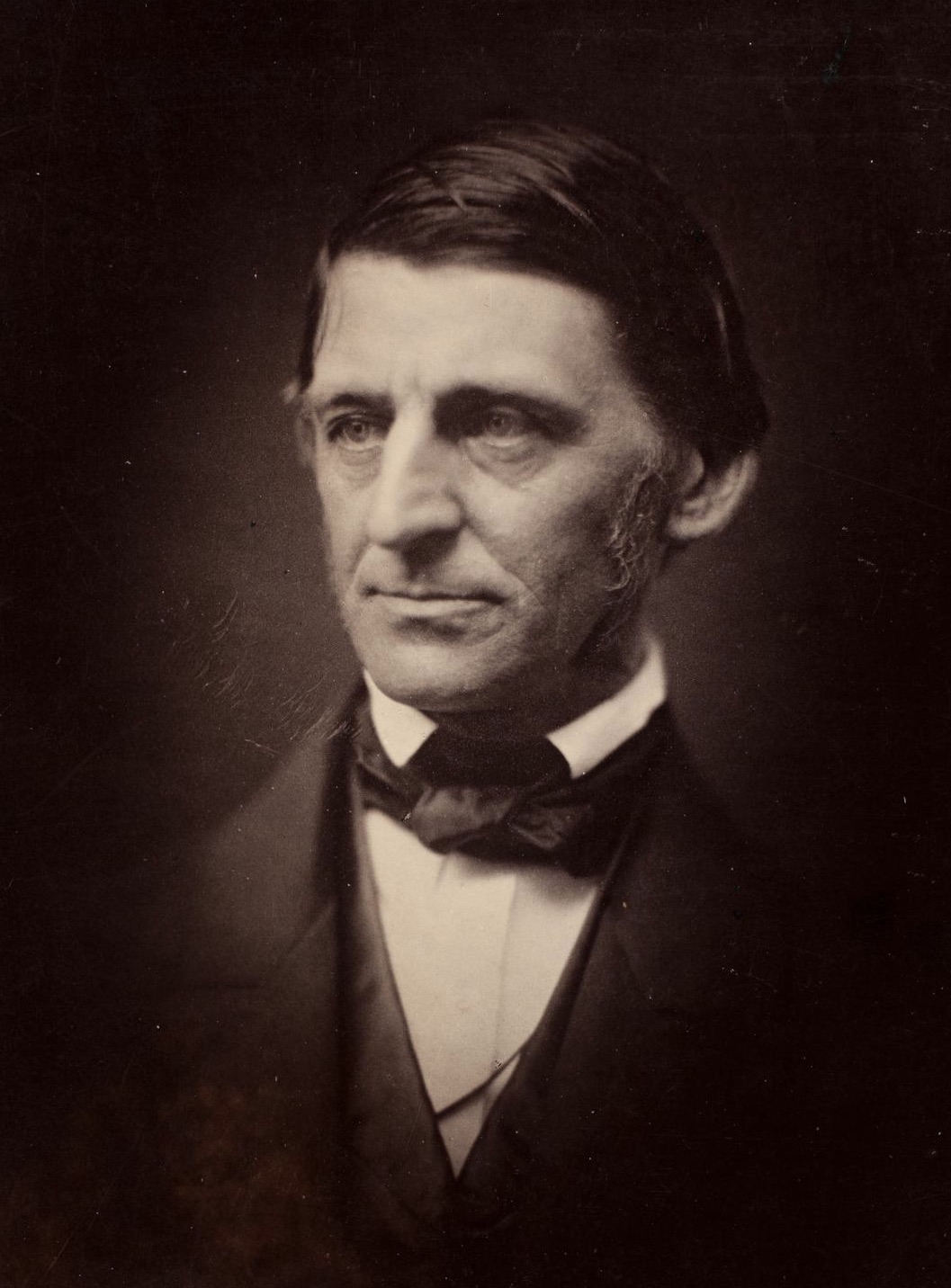
Ральф Уолдо Эмерсон, чье стихотворение 1837 года «Гимн Конкорда» включало фразу «Выстрел, который услышал весь мир».

«Выстрел, который услышал весь мир» (Shot Heard 'Round the World) — фраза, описывающая выстрел, открывший сражения при Лексингтоне и Конкорде 19 апреля 1775 года, которые спровоцировали войну за независимость США и привели к созданию Соединенных Штатов. Она происходит из начальной строфы стихотворения Ральфа Уолдо Эмерсона «Гимн Конкорда», написанного в 1837 году. Впоследствии эта фраза применялась к убийству эрцгерцога Франца Фердинанда в 1914 году, что стало катализатором Первой мировой войны, и гиперболически использовалась для обозначения спортивных подвигов.

## Война за независимость США
By the rude bridge that arched the flood,

Their flag to April’s breeze unfurled,

Here once the embattled farmers stood,

And fired the shot heard round the world.
Фраза берет начало из начальной строфы стихотворения Ральфа Уолдо Эмерсона «Гимн Конкорда», написанного в 1837 году, и относится к первому выстрелу, прозвучавшему во время сражений при Лексингтоне и Конкорде 19 апреля 1775 года. Эти сражения, начавшиеся на Старом Северном мосту в Конкорде, штат Массачусетс, послужили толчком к началу Войны за независимость США и привели к созданию Соединенных Штатов Америки. «Гимн Конкорда», благодаря которому эта фраза стала популярной, был написан по поводу стычки у Старого Северного моста. Во время написания поэмы Эмерсон жил в доме, известном как Старая усадьба, из которого его дед и отец (тогда еще маленький ребенок) могло ее наблюдать. Дом расположен примерно в 90 м от Старого Северного моста.
«Выстрел, услышанный во всем мире» стал источником путаницы, поскольку первый выстрел во Войны за независимость был произведен на Лексингтонском поле битвы. Первое сражение дня произошло в Лексингтоне утром 19 апреля, когда колонна британских войск столкнулась с группой минитменов во главе с капитаном Джоном Паркером. Несмотря на то, что ни у одной из сторон не было приказа открыть огонь, был произведен выстрел, который вызвал небольшую перестрелку, прежде чем минитмены отступили перед лицом британской штыковой атаки. Однако на помощь людям Паркера двинулось больше минитменов, и в конце концов британцы были вынуждены отступить обратно в Бостон к концу дня.В Конкорде на Северном мосту установлен памятник минитмену, а под памятником — гравюра, рассказывающая о его роли в Войне за независимость. Гравюра гласит, в частности, следующее: «19 апреля 1775 года было оказано первое сопротивление британской агрессии…»
Города Лексингтон и Конкорд спорят о месте, где был произведен первый выстрел, с 1824 года, когда Жильбер дю Мотье, маркиз де Лафайет, посетил эти два города во время своего визита в Соединенные Штаты. Муниципальные власти приветствовали его в Лексингтоне, назвав его «местом рождения американской свободы»; Маркиз де Лафайет впоследствии был проинформирован в Конкорде, что там было оказано «первое сопротивление». Президент Улисс С. Грант решил не присутствовать на праздновании столетия 1875 года в этом районе, чтобы избежать этого вопроса. В 1894 году Лексингтон обратился в Генеральный совет Массачусетса с ходатайством об объявлении 19 апреля «Днем Лексингтона», против чего возражал Конкорд; нынешнее название праздника — День патриота.

## Убийство эрцгерцога Франца Фердинанда
В международном масштабе фраза стала ассоциироваться в первую очередь с убийством эрцгерцога Франца Фердинанда в Сараево 28 июня 1914 года. Это событие считается одной из непосредственных причин Первой мировой войны. Серб Гаврило Принцип сделал два выстрела, первый попал в жену Франца Фердинанда Софи, герцогиню Гогенберг, а второй попал в самого эрцгерцога. Смерть Франца Фердинанда, наследника австро-венгерского престола, подтолкнула Австро-Венгрию и остальную Европу к Первой мировой войне.